# Улица Владимира Дрозда
Улица Владимира Дрозда (укр. Вулиця Володимира Дрозда) — улица в Новозаводском районе города Чернигова, исторически сложившаяся местность (район) ЗАЗ. Пролегает от проспекта Мира до тупика возле ж/д линии Чернигов—Горностаевка.
Примыкает улица Екатерины Белокур (Мозырская).
По названию улицы именуется остановка общественного транспорта по проспекту Мира — район ЗАЗ.

## История
Проложена в конце 1970-х годов.
С 1982 года носила название Любченко — в честь советского и украинского политического деятеля Панаса Петровича Любченко.
12 февраля 2016 года улица получила современное название — в честь советского и украинского писателя, уроженца Черниговской области Владимира Григорьевича Дрозда, согласно Распоряжению городского главы В. А. Атрошенко Черниговского городского совета № 46-р «Про переименование улиц и переулков города» («Про перейменування вулиць та провулків міста»)

## Застройка
Улица пролегает в западном направлении — к ж/д линии Чернигов—Горностаевка — и расположена между районом Коты и предприятием «Черниговавтодеталь». Непарная сторона улицы занята промышленными, коммунальными (автотранспортными (АТП) и строительными), складами и базами, в конце — специальными территориями. Парная сторона в начале имеет также непарную нумерацию, после пересечения с Мозырской улицей — старое кладбище села Коты, поле (в ведении городского дорожного управления). В конце улицы ранее было отделение связи «Укрпочта» № 15.
Учреждения:
1. дом № 1 — государственное коммунальное специализированное пути-строительное предприятие
2. дом № 3 — предприятие «Насіння Чернігівщини»
3. дом № 5 А — «Черниговский дорожно-эксплуатационный участок» (филиал «Черниговский облавтодор»)
4. дом № 13 — АТП-2562
5. дом № 15 — «Черниговский механический завод»